# Viaduc d'Orival
Le viaduc d'Orival, dit aussi pont d'Orival, est un viaduc ferroviaire français de la ligne de Serquigny à Oissel, situé sur les territoires des communes d'Orival et de Saint-Aubin-lès-Elbeuf, dans le département de la Seine-Maritime, en région Normandie. Long de 282 mètres, il permet le franchissement de la Seine.

## Situation ferroviaire
Le viaduc d'Orival est un ouvrage d'art situé au point kilométrique (PK) 48,354 (milieu du pont, entrée au PK 48,213 et sortie au PK 48,495) de la ligne de Serquigny à Oissel entre la gare d'Orival, aujourd'hui fermée, et la gare d'Elbeuf-Saint-Aubin (voir Schéma de la ligne de Serquigny à Oissel).

## Historique
En 1864, la compagnie des chemins de fer de l'Ouest, concessionnaire de la ligne de Serquigny à Rouen, construit le pont en utilisant des techniques récemment mises en œuvre.
Les fondations des piles sont réalisées en utilisant le procédé Triger de fondation par air comprimé, les ouvriers travaillent dans un tube, où une atmosphère hyperbare est obtenue par un apport d'air comprimé. La surpression est maintenue par un sas, fixé au sommet du tube, il permet l'accès et la sortie des ouvriers ainsi que l'évacuation des matériaux.
Lors de la guerre franco-prussienne de 1870, des Uhlans de l'armée prussienne apparaissent à Saint-Aubin le 6 décembre, ils sont suivis par un bataillon d'infanterie et une compagnie de pionniers. Ces éléments de l'armée ennemie vont dynamiter le pont qui explose le 31 décembre 1870 peu avant leur départ. Le pont est remis en état et le service ferroviaire rétabli le 1er août 1871.
Épargné lors de la Première Guerre mondiale (1914-1918), le pont est de nouveau détruit lors de la Seconde Guerre mondiale. Miné par l'armée française, l'arche côté Orival est pétardée dans la nuit du 8 au 9 juin 1940, lors de l'arrivée de l'armée allemande. Reconstruit par l'armée d'occupation, il devient la cible des avions alliés à partir d'une première attaque le 7 mai 1944.

### Iconographie
- Frères Bisson, Viaduc d'Orival, 1864, photo domaine public, Gallica, cote PH54PetPH81PetPH262P)